# کریستین رمزی
کریستین رمزی (انگلیسی: Christian Ramsay; ۲۸ فوریهٔ ۱۷۸۶ – ۲۲ ژانویهٔ ۱۸۳۹)
کریستین رمزی، کنتس دالاهوسی (née براون؛ ۲۸ فوریهٔ ۱۷۸۶ – ۲۲ ژانویهٔ ۱۸۳۹)، که به‌طور غیررسمی لیدی دالاهوسی نامیده می‌شد، یک گیاه‌شناسی و تاریخ طبیعی‌دان اسکاتلندی بود. او با جورج رمزی، نهمین ارل دالاهوسی ازدواج کرد و در سفرهایش همراه او بود، هنگامی که وی به عنوان نایب‌الحکومه نوا اسکوشیا، فرماندار کل کانادا و فرمانده کل قوای نیروی زمینی هند منصوب شد. او در طول این سفرها، گونه‌های بسیاری از گیاهان را جمع‌آوری و دسته‌بندی کرد، مقالات علمی را در انجمن‌های علمی ارائه داد و مجموعه‌های مختلفی را به گروه‌های گیاه‌شناسی اهدا کرد.
لیدی دالاهوسی عضو افتخاری انجمن گیاه‌شناسی ادینبرو بود و تا زمان مرگش، تنها زن عضو افتخاری این انجمن محسوب می‌شد. یک سردهٔ گیاهان گرمسیری به نام Dalhousiea به افتخار او نام‌گذاری شده است.

## خانواده
دالاهوسی با نام کریستین براون در ۲۸ فوریهٔ ۱۷۸۶ در کولستون، خانهٔ اجدادی خانوادهٔ براون در نزدیکی هدینگتون، لوتیان شرقی زاده شد. او تنها فرزند کریستین مک‌دوال و چارلز براون بود. خانوادهٔ براون سابقه‌ای در حرفهٔ حقوق داشتند؛ پدرش یک وکیل دادگستری و پدربزرگش، جرج براون، قاضی و ملقب به لُرد کولستون بود. در ۱۴ مهٔ ۱۸۰۵، او با جورج رمزی، نهمین ارل دالاهوسی ازدواج کرد و عنوان کنتس دالاهوسی را دریافت کرد.
دالاهوسی و همسرش سه پسر داشتند. پسر ارشدشان، جرج، در ۳ اوت ۱۸۰۶ زاده شد و به عنوان یک کاپیتان در هنگ ۲۶ام (کامرونی) پیاده‌نظام خدمت کرد، اما در ۲۵ اکتبر ۱۸۳۲ درگذشت. پسر دومشان، چارلز، در نه‌سالگی درگذشت. کوچک‌ترین پسرشان، جیمز، در ۲۲ آوریل ۱۸۱۲ زاده شد، در ۱۸۳۸ عنوان پدرش را به ارث برد و در ۱۸۴۹ به عنوان مارکی دالاهوسی شناخته شد.

## فعالیت‌های علمی
«لیدی دالاهوسی به دلیل دانش گسترده، قضاوتی روشن و قدرتمند، مشاهده‌ای تیزبین، قلبی مهربان و ذکاوتی درخشان به‌شدت متمایز بود.»

دین رمزی
دالاهوسی یک گیاه‌شناس علاقه‌مند بود؛ او گیاهان را در یک هرباریوم فهرست‌بندی کرد، شناسایی کامل به همراه تاریخ جمع‌آوری، یادداشت‌هایی دربارهٔ زیستگاه و برخی با تصاویر آبرنگی که خودش کشیده بود. در سال ۱۸۲۴، لُرد دالاهوسی انجمن ادبی و تاریخی کبک را بنیان گذاشت. فهرست گیاهان کانادایی گردآوری‌شده توسط لیدی دالاهوسی در نخستین شمارهٔ نشریهٔ این انجمن در سال ۱۸۲۹ منتشر شد. او مقاله‌ای را در این انجمن ارائه کرد و در سال ۱۸۲۴، مجموعه‌ای از نمونه‌های گیاهی نوا اسکوشیا را به‌عنوان بخشی از یک هرباریوم اهدا کرد.
لیدی دالاهوسی تمامی مجموعه گیاه‌شناسی هند شرقی خود را به انجمن گیاه‌شناسی ادینبرو اهدا کرد. این انجمن کیفیت این مجموعه را مورد توجه قرار داد و در سال ۱۸۳۷، لیدی دالاهوسی را به عنوان عضو افتخاری برگزید. در زمان درگذشت او، وی تنها زن عضو افتخاری این انجمن بود. مکاتبات او با گیاه‌شناس باغ گیاه‌شناسی کیو، ویلیام هوکر، شامل مجموعه‌های بزرگی از گیاهان شیملا و پنانگ در سال ۱۸۳۱ بود. مجموعه‌های او در هنگام گردآوری اثر Flora Indica توسط جوزف دالتون هوکر مورد استفاده قرار گرفت.

## سفرها
زمانی که همسرش به عنوان معاون فرماندار نوا اسکوشیا منصوب شد، او همراه با همسرش و سه پسرشان با ناوچه HMS Forth به کانادا سفر کرد. این خانواده از سال ۱۸۱۶ تا ۱۸۲۰ در هالیفاکس، نوا اسکوشیا زندگی کردند. در این مدت، لیدی دالاهوسی وقت خود را صرف ترویج علم کرد. او همراه همسرش به مناطق روستایی سفر کرده، پیشنهادهایی برای بهبود کشاورزی ارائه داده و نمونه‌های گیاه‌شناسی جمع‌آوری می‌کرد. او همچنین بذرهایی را برای باغ‌های قصر دالهوسی ارسال کرد. ویلیام هوکر برای دریافت نمونه‌های گیاه‌شناسی به او متکی بود و او را یک "گیاه‌شناس بسیار مشتاق" توصیف کرده است.
در سال ۱۸۲۰، این خانواده به استان کبک نقل مکان کردند، زیرا همسر او به عنوان فرماندار کل کانادا منصوب شد. دالاهوسی نقش سنتی همسر فرماندار را بر عهده گرفت و به عنوان «حامی ادبیات و هنر» شناخته شد. او زمان زیادی را در محافل اشرافی سپری می‌کرد و به خاطر شوخ‌طبعی و کاریکاتورهای طنزآمیز از اعضای جامعه شهرت داشت. پس از استقرار، دالاهوسی و دوستانش، آن مری پرسیوال و هریت شپرد، بر روی تاریخ طبیعی متمرکز شدند و به‌ویژه به فهرست‌بندی گیاهان محلی پرداختند. این سه زن با سِر ویلیام هوکر مکاتبه داشتند و برای او نمونه‌هایی جمع‌آوری کردند که تلاش‌هایشان در کتاب Flora Boreali-Americana مورد تقدیر قرار گرفت.
در سال ۱۸۲۴، خانواده به قصر دالهوسی بازگشتند و برنامه‌ریزی برای احداث یک باغ گسترده را آغاز کردند. باغبان آنها، جوزف آرچیبالد، در مورد او نوشت: «اندک کسانی… به اندازه بانو در این علم مهارت یافتند». با این حال، این برنامه‌ها به دلیل زیان‌های شدید مالی خانواده، ناشی از ورشکستگی نماینده مالی آنها، متوقف شد. با اینکه باغ به‌طور کامل ساخته نشد، اما بسیاری از گیاهان آمریکای شمالی برای اولین بار در بریتانیا کاشته شده و به گل نشستند. در سال ۱۸۲۶، این خانواده به یک مزرعه کوچک در سورل-تراسی نقل مکان کردند و تا زمان انتصاب لرد دالاهوسی به عنوان نایب‌السلطنه هند در سال ۱۸۲۹ در آنجا ماندند.
در مسیر سفر به هند، این خانواده در مادیرا، سنت هلن و دماغه امید نیک توقف کردند. دالاهوسی در هر مکان زمانی را به جمع‌آوری گیاهان اختصاص داد و فهرست دقیقی از آنها تهیه کرد. در سال ۱۸۳۱، او از دامنه‌های شیملا و همچنین پنانگ در نزدیکی شبه‌جزیره مالایی بازدید کرد.

## مرگ
لیدی دالهوسی به‌طور ناگهانی در ۲۲ ژانویه ۱۸۳۹ در خانهٔ دین رمزی درگذشت، درحالی‌که ۵۲ سال داشت. یک گزارش اشاره دارد که او آن‌چنان وقف مطالعاتش بود که هنگام مرگ، فهرستی از گیاهان را در دست داشت. مجموعه‌ای که او و همسرش گرد آورده بودند، در سال ۱۹۸۵ به فروش رفت و بخش‌هایی از آن به موزه نوا اسکوشیا، گالری ملی کانادا، کتابخانه و بایگانی‌های کانادا و آرشیو استانی نیوبرانزویک منتقل شد. سیصد نمونهٔ گیاهی که خانواده دالهوسی بین سال‌های ۱۸۲۶ تا ۱۸۲۸ در سورل گردآوری کردند، در هرباریوم (HAM) در باغ گیاه‌شناسی سلطنتی (انتاریو) نگهداری می‌شود.

## پاسداشت
به پاس تلاش‌های او در رده‌بندی گیاهان هند، رابرت گراهام نام یک سرده از باقلاییان، گیاهی گل‌دار بومی هند، را به افتخار او Dalhousiea نام‌گذاری کرد. یکی از گیاهانی که او برای گراهام فرستاد، کشفی جدید بود، و گراهام آن را Asplenium dalhousiae نامید. ویلیام هوکر یک جلد از Curtis's Botanical Magazine را به او تقدیم کرد. جولیا کاترین بکویت، که به عنوان نخستین نویسندهٔ داستانی کانادا شناخته می‌شود، نخستین رمان خود را به او تقدیم کرد. دالهوسی نخستین مالک یکی از نسخه‌های «فیلادلفیا» از اما جین آستن بود. Rhododendron dalhousieae Hook. f. توسط جوزف دالتون هوکر به افتخار او نام‌گذاری شد.